# Apacuana
Apacuana (también transliterado como Apakuana o Apakuama) fue una cacica, piache, y consejera en la guerra contra los españoles, habitaba la región de Los Valles del Tuy, Guarenas y Tácata, fue líder espiritual y guerrera de Los Quiriquires, una tribu opuesta a la colonización, que combatió a los conquistadores españoles en 1574.

## Biografía
Apacuana fue una cacique, piache y consejera en la guerra contra los españoles, de origen caribe, dirigió el asedio contra los españoles apostados en el Tuy dirigidos por Garci González de Silva y Francisco Infante, que salvaron sus vidas heridos de gravedad, fue consejera de los caciques Chicuramay, el cacique Yare y el cacique Acuareyapa y es una de las figuras emblemáticas de la resistencia indígena en Venezuela.
En 1577 Apacuana había vencido a jefes militares españoles de gran experiencia, los encomenderos y militares españoles Garci González de Silva, y Francisco Infante se habían posesionado de las tierras y el uso esclavo de la mano de obra indígena, la india Apacuana se rebela contra la invasión española, y fomenta el alzamiento al cacique Chicuramay del señorío de los Quiriquires, quien luchó en la Confederación Indígena y con Guacaipuro, igualmente se unen a Apacuana, los Caciques Acuareyapa y el cacique Yare. El alzamiento provocó un asedio al poblado ubicado en el Valle de Salamanca (actual Valles del Tuy), donde se encontraba de encomendero González de Silva y sus huestes españolas, los cuales lograron huir salvándose siendo Francisco Infante herido de gravedad. En dicho enfrentamiento Yare venga la muerte de Tamanaco. Garcí-González escapa y llevó consigo a Infante sobre sus hombros, y tras un largo recorrido llegó a territorio de Los Teques, quienes los auxiliaron y los curaron. Los Quiriquires persiguieron al encomendero pero al llegar a tierra de Los Teques, debieron retroceder por ser enemigos históricos.
Apacuana aconseja a Yare reconstruir la Confederación Indígena por ello, Yare busca la alianza de Charagotos y los Meregotos con estos últimos era ya conocido, pues el cacique Yare había sido consejero del cacique Terepaima. Así mismo entra en tierras de los Cumanagotos agrupando a las distintas tribus, la presencia del cacique Yare en la provincia de Nueva Andalucía y Paria lleva al gobernador español Serpa enfrentarlo, siendo el gobernador derrotado. Los Alcaldes ordinarios y Regidores encargados de la Provincia de Caracas: Juan de Guevara y Francisco Maldonado, conociendo la derrota de Serpa y temiendo que el liderazgo de Apacuana reconstruyera esa temible alianza de las tribus indígenas, deciden su muerte, nombrando para dicha empresa a Garci González da Silva,  bajo la acusación de hechicera, no obstante González de Silva debido a ser derrotado por ella ya en una oportunidad, rechaza enfrentarla y en su sustitución es enviado Sánchez García y Antonio de Villegas con un fuerte grupo de experimentados soldados españoles y guerreros Teques.
Sánchez García lleva a cabo su plan utilizando el combate mediante la tierra arrasada, quemando todos los sementales y lugares productivos hecho que obligó a muchas tribus a replegarse.
a pesar de esto, Apacuana estaba resuelta a reconstruir la confederación para enfrentar la arremetida, y para ello cita en asamblea a los máximos caciques de la región Súcuta, que ocupaba los Valles del Tuy y Tácata, así como caciques de la región de los cumanacotos, extendiendo con ello el conflicto a la Provincia de Nueva Andalucía y Paria.
Sánchez García en su avance captura a varios indios que colocaban trampas a los invasores españoles "sembrando púas envenenadas en el camino", capturado torturados obtiene información del paradero de Apacuana y el día y lugar de la reunión que tendría con varios caciques de la región. Dirigido por un indio traidor bajo promesa de libertad, llega a una quebrada al lugar del encuentro.

## Enfrentamiento y muerte de Apacuana
Sancho García aprovechando el factor sorpresa, ataca por todas partes a la Asamblea, que confusos ante la arremetida, intentan defenderse, las repetidas cargas de flechería de los Teques, y la desventaja de la posición los obligó a retirarse, sin embargo el Cacique Acuareyapa aliado de Apacuana, procuraba animarlos a que muriesen peleando y enfrentó al español Antonio de Villegas, trabándose una batalla cuerpo a cuerpo, hasta que otro soldado, llamado Figueredo, al ver que Villegas sucumbía ante su fortaleza, asesina al cacique por la espalda. Sancho García en un golpe de suerte captura a la india Apacuana, motriz principal de aquel levantamiento por la libertad y la mandó ahorcar dejándola colgada donde la viesen todos, para que su cadáver moviese con el horror al escarmiento.
Tras otros enfrentamientos, y la terrible expansión de la epidemia, los conquistadores lograron la rendición del pueblo Quiriquire. Para 1592, ya habían alcanzado el control de buena parte de los Valles del Tuy.

## Homenajes
Apacuana es llevada en acto simbólico el 8 de marzo del 2017 al Panteón Nacional de Venezuela.
El poema dramático Apacuana y Cuaricurian del gran dramaturgo y pintor César Rengifo, donde se relata los eventos de la colonización.
El artista Giovanny Gardeliano elaboró en 2018 una escultura de siete metros la cual está ubicada en la autopista Valle-Coche.